# Elisabeth Martini
Elisabeth A. Martini (Brooklyn, 1886–Pleasent Hill, 1984) fue una arquitecta estadounidense miembro de la segunda generación de arquitectas en Chicago. Fue la primera mujer en ser la única dueña de una empresa de arquitectura en Chicago, y fundó el Chicago Drafting Club, una de las primeras organizaciones para arquitectas y precursor del Women's Architectural Club fundado por Juliet Alice Peddle y Bertha Yerex Whitman.

## Primeros años y educación
No se sabe demasiado sobre la familia de Martini ni sobre sus primeros años. Nació en Brooklyn en 1886 y fue al instituto en Fitchburg, Massachusetts. Se formó en arquitectura en el Pratt Institute en 1908 y también hizo algunos cursos en la Universidad de Columbia. Después de algunos viajes por Europa, se mudó a Chicago en 1909.

## Carrera profesional
En su búsqueda de trabajo como arquitecta, Martini fue rechazada inicialmente por alrededor de noventa empresas. En al menos dos ocasiones por empresas que se negaron a tener mujeres en sus salas de diseño. Entonces cambió su perspectiva: fue a una escuela de negocios y consiguió un trabajo de secretaria en una empresa de arquitectura, cargo que quería cambiar por el de delineante. Acabó trabajando como delineante para varios arquitectos de Chicago, entre ellos John B. Sutcliffe, que se había especializado en iglesias. En 1913 aprobó el examen que le permitía ejercer como arquitecta en Illinois y, de las 86 personas que se habían presentado, ella había sido la única mujer. Después de que Marion Mahony Griffin se fuese en 1914, Martini fue durante varios años la única arquitecta licenciada en una escuela privada en el estado de Illinois.
Martini abrió su propia oficina en 1914, convirtiéndose en la primera titular exclusiva de una empresa de arquitectura en Chicago. La mayor parte de su trabajo eran encargos para residencias, aunque también trabajaría para otros arquitectos locales. Su mayor encargo fue una iglesia en 1928, St. Luke's Lutheran, en Park Ridge, Illinois, cuyo diseño es una adaptación del Gótico inglés. En lugar de una cantidad fija, Martini recibió 60 dólares por mes de por vida.
En 1921, Martini publicó un anuncio en un periódico que decía así: «Solo arquitectas. Se buscan todas las arquitectas de Chicago para formar un club». De aquí salió el Chicago Drafting Club, que más tarde se fusionaría con el Women's Architectural Club, el cual a su vez se fusionaría con el todavía existente Chicago Women in Architecture.
En 1934, Martini trasladó su estudio a Bangor, Michigan, y se hizo miembro del American Institute of Architects.
Martini murió en Pleasant Hill, Tennessee, con 98 años.